# Сігрід Раузінг
Сіґрід Марія Елізабет Раузінг (швед. Sigrid Maria Elisabet Rausing; *29 січня, 1962 р., м. Лунд) — шведська філантропка, антрополог і публіцистка. Засновниця Трасту Сігрід Раузінг, однієї з найбільших філантропічних спілок Великої Британії, власниця журналу «Гранта».

## Біографія
Дочка шведського бізнесмена Ганса Раузінґа і його дружини Маріт Раузінґ. Має сестру Лізбет Раузінґ і брата Ганса-Христіана Раузінґа. Її дідусь Рубен Раузінґ був співзасновником шведського виробника пакування Tetra Pak.
Виросла у місті Лунд у Швеції, вивчала історію в Університеті Йорку з 1983 до 1986 років. Отримала у 1987 році ступінь магістра з соціальної антропології в Університетському коледжі Лондону. Далі у доктораті займалась пост-радянською антропологією, для чого у 1993-1994 роках збирала спогади людей в одному з естонських колгоспів. У 1997 р. отримала звання доктора наук з соціальної антропології на відповідному факультеті в Університетському коледжі Лондона, де й продовжила дослідження.

### Кар'єра
Книга Раузінг, монографія на тему докторської дисертації, називається «Історія, пам'ять та ідентифікація у пост-радянській Естонії: кінець колгоспів» (History, Memory, and Identity in Post-Soviet Estonia: The End of a Collective Farm), її було видано друкарнею Оксфордського університету у 2004. Книга включає багато статей різноманітної тематики, наприклад Французька Етнологія (Ethnologie Francaise).
Книга спогадів «Все чудово» («Everything Is Wonderful») − це мемуари про рік, який авторка провела в Естонії, збираючи дані про шведів, що живуть в Балтії, ця книжка видана американським видавництвом Grove Atlantic і шведським видавництвом Bonniers навесні 2014 р.
Раузінґ іноді пише статті для тижневика New Statesman, також публікувала статті про права людини в Guardian та Sunday Times.
Навесні 2005 р. Сіґрід із чоловіком Еріком Абраганом (Eric Abraham) та публіцистом Філіпом Ґвін-Джонсом (Philip Gwyn-Jones) заснувала видавництво «Portobello Books», тієї ж осені вона придбала Granta, відомий літературний журнал, разом з його видавництвом.
В лютому 2013 р. визнана однією зі ста найвпливовіших жінок Британії у програмі Woman's Hour на радіо BBC Radio 4.

### Філантропія
1988 року Раузінґ заснувала благодійну фундацію «Sea Foundation». У 1996-му вона передає гроші в траст, названий іменем її дідуся і бабусі, «Ruben and Elisabeth Rausing Trust». Цей фонд було перейменовано на її честь — Трастовий фонд Сігрід Раусінг («Sigrid Rausing Trust») у 2003 р., а 2014-го він надав £208.3 мільйонів фунтів різноманітним організаціям, що займаються охороною прав людини.
У 2004 році Сіґрід Раузінг отримала нагороду від Міжнародного конкурсу з захисту прав людини в категорії «Глобальний Захисник». У 2005 отримала винагороду «Beacon Special Award» за філантропію. 2006-го року номінована як «та, що змінює вигляд філантропії», на нагороду від «Women's Funding Network's».
Була однією з суддів на медіа-конкурсі, влаштованому Amnesty International у 2009 та 2010 роках. Є заслуженим членом міжнародної групи Human Rights Watch.
У червні 2014 обрана почесним членом Коледжу Св. Антонія, що у Оксфорді.

### Приватне життя
Одружена з теле- і театральним продюсером і актором з ПАР Еріком Абрагамом. 